# تا دیداری دوباره (فیلم)
تا دیداری دوباره (به ژاپنی: また逢う日まで) فیلمی به کارگردانی تاداشی ایمای است که در سال ۱۹۵۰ اکران شد. از بازیگران آن می‌توان به ایجی اوکادا و یوشیکو کوگا اشاره کرد.